# Arturo Yamasaki
Arturo Yamasaki Maldonado (Lima, 11 de mayo de 1929 - Ciudad de México, 23 de julio de 2013) fue un árbitro de fútbol de origen peruano.

## Biografía
Nació en Perú. Antes de dedicarse al arbitraje jugó como portero en Atlético Lusitania de la Segunda División del Perú. Hasta 1966 representó la insignia de la Federación Peruana de Fútbol, antes de ir a México y de obtener su nueva afiliación.

## Carrera
Participó en tres ediciones de la Copa Mundial de Fútbol: en la Copa Mundial de Fútbol de 1962 dirigió la semifinal entre Brasil-Chile; en la Copa Mundial de Fútbol de 1966 en Inglaterra arbitró el partido de la selección local contra Francia; en la Copa Mundial de Fútbol de 1970 arbitró el denominado "Partido del Siglo" en el Estadio Azteca de la Ciudad de México: Italia-Alemania Federal, que terminó 4-3 después del tiempo suplementario.
En su palmarés también se encuentra el haber arbitrado la triple final de la Copa Libertadores 1965 entre Independiente y Peñarol, el juego de vuelta de la Copa Intercontinental 1965 entre Independiente y el Inter de Milán, su participación en el Campeonato Sudamericano 1963 en Bolivia y el torneo de fútbol en los Juegos Olímpicos de México 1968. En 1978, la FIFA le confirió el reconocimiento "FIFA Special Award".

### Retiro
En 1975 decidió terminar su carrera arbitral, y desde aquel momento comenzó a enfocar su carrera ejecutiva, que culminó en 2003 con el nombramiento como presidente de la Comisión de Arbitraje mexicana en sustitución de Edgardo Codesal Méndez. En 2006 terminó su mandato pero en el 2008 fue candidato a la dirección de arbitraje peruana.